# S-Adenozylometionina
S-Adenozylometionina (SAM) – organiczny związek chemiczny, pochodna adenozyny i metioniny, najważniejszy substrat w procesach metylacji w organizmie człowieka. Po przekazaniu rodnika metylowego z atomu siarki na akceptor powstaje z niej S-adenozylohomocysteina.